# Charles Ferdinand Gambon
Pour les articles homonymes, voir Gambon.
Charles Ferdinand Gambon (Bourges (Cher), 19 mars 1820 – Cosne-sur-Loire (Nièvre), 16 septembre 1887), est une grande figure républicaine du XIXe siècle.
Démocrate-socialiste, représentant du peuple en 1848 siégeant à la Montagne, membre de la Commune de Paris, membre de l’Association internationale des travailleurs durant son exil en Suisse, il s’oriente vers un courant anarchisant.

## Biographie
D'une famille aisée, mais resté orphelin, il est élevé par sa grand-mère à Suilly-la-Tour, où il prend conscience de la misère des campagnes. Après des études classiques, il est avocat à 19 ans, et fonde en 1840, le Journal des Écoles en compagnie de Melvil-Bloncourt. En 1846, il est nommé juge suppléant à Cosne-sur-Loire, mais est suspendu en 1847 pour ses positions anti-royalistes.
En 1848, chef républicain dans le département de la Nièvre, il est élu à l'Assemblée constituante et s'y oppose à la répression des journées de juin. En 1849, il est élu à l'Assemblée législative. Il participe à la journée du 13 juin 1849, ce qui lui vaut une inculpation, par la Haute Cour de justice de Versailles, pour complot et incitation à la guerre civile. La Haute Cour le condamne à une peine de déportation de dix ans, qu'il effectue à Belle-Île.
Libéré, il devient agriculteur à Sury-près-Léré et opposant au Second Empire. En 1869, il se rend célèbre par sa campagne pour le refus de payer l'impôt, celui-ci devant financer une armée qui venait de sévir à La Ricamarie et à Aubin. Le fisc ayant saisi une partie de ses biens, et notamment une vache, cette dernière devient fameuse. Une chanson, La vache à Gambon, écrite par Paul Avenel, traite l'anecdote sur le mode humoristique.
Après la proclamation de la République le 4 septembre 1870, il est élu à l'Assemblée nationale comme socialiste révolutionnaire. Il en démissionne le 26 mars à la suite de son élection au Conseil de la Commune par le Xe arrondissement. Il fait partie de la Commission de la Justice, mais refuse le poste de Procureur de la Commune. Le 9 mai 1871, il devient membre du Comité de Salut public. Après la Semaine sanglante, il s'établit en Suisse après son expulsion de Belgique. En novembre 1871, le Conseil de guerre le condamne, par contumace, à vingt ans de travaux forcés, puis en 1872 à la peine de mort.
Réfugié en Suisse, il rédige deux brochures La Revanche de la France et de la Commune et La Dernière Révolution, ouvrages dans lesquels il préconise le refus de l'impôt et du service militaire. Il adhère à la Fédération jurassienne et rencontre Bakounine à Locarno en avril 1872.
Revenu en France après l'amnistie de 1880, il est élu, en 1882, député radical de la Nièvre. Il est battu aux élections de 1885, alors qu'il se présente comme candidat socialiste, avec seulement 5 836 voix. Le même jour, il obtient 50 213 voix dans la Seine. Lors du scrutin complémentaire du 13 décembre comme candidat du « comité central » des radicaux-socialistes dans la Seine, il n'obtient que 16 163 voix sur 847 089 votants. Il se retire à Cosne-sur-Loire, dans le faubourg qui porte depuis son nom.
Il a publié La Revanche de la France et de la Commune (1871) et Réponse à l'Assemblée "souveraine" de Versailles. La dernière Révolution (1872). À Genève, avec Gustave Cluseret, il avait fondé le Bulletin de la Commune.

## Mandats de député
- Morbihan, 23 avril 1848 - 26 mai 1849
- Nièvre, 13 mai 1849 - 1er juillet 1849
- Seine, 8 février 1871 - 5 avril 1871
- Nièvre, 26 juin 1882 - 9 novembre 1885

## Hommages
En 1905, la rue Ferdinand-Gambon dans le 20e arrondissement de Paris prend son nom en hommage.

### Notices biographiques
- Jules Clère, Les hommes de la Commune : Biographie complète de tous ses membres, Paris, Libraire-éditeur É. Dentu, 1871, xiv-195, 1 vol. in-18 (OCLC 457798492, lire en ligne sur Gallica), p. 90-91
- Paul Delion, Les membres de la Commune et du Comité central, Paris, A. Lemerre éditeur, août 1871, 446 p. (lire en ligne sur Gallica), p. 96-100
- « Charles Ferdinand Gambon », dans Adolphe Robert et Gaston Cougny, Dictionnaire des parlementaires français, Edgar Bourloton, 1889-1891 [détail de l’édition]
- Bernard Noël, Dictionnaire de la Commune, Coaraze, L'Amourier éditions, coll. « Bio », avril 2021 (1re éd. 1971), 799 p. (ISBN 978-2-36418-060-4, ISSN 2259-6976, présentation en ligne), p. 394-395
- « Notice Gambon Ferdinand [Gambon Charles, Ferdinand] », sur maitron.fr, Le Maitron, dictionnaire bibliographique du mouvement ouvrier et du mouvement social, Association Les Amis du Maitron (consulté le 9 août 2021)
  - Dictionnaire biographique du mouvement ouvrier français, Jean Maitron (dir.), Éditions Ouvrières, volume 6 (1969), p. 123-124. Notice plus détaillée dans le volume 44 (Biographies nouvelles), 1997, p. 209-214.
- Dictionnaire des députés français de 1789 à 1889, p. 101 à 110.
- L'Éphéméride anarchiste : notice biographique.
- Chantier biographique des anarchistes en Suisse : notice biographique.